# Concierto para piano n.º 3 (Rajmáninov)

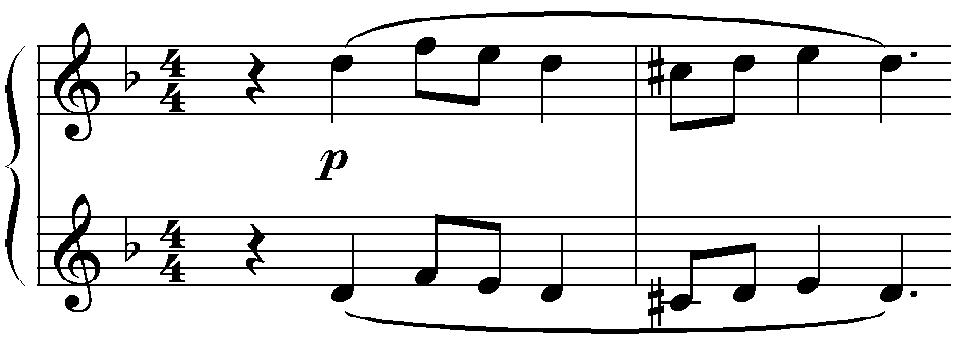
El principio del tema inicial del Concierto para piano n.º 3.

El concierto para piano n.º 3  en re menor, opus 30 de Serguéi Rajmáninov (1873-1943) es famoso por su exigencia musical y técnica para el intérprete. Tiene la reputación de ser uno de los conciertos para piano más difíciles del repertorio pianístico.
Compuesto en la quietud de su hacienda familiar, Ivánovka, Rajmáninov lo completó el 23 de septiembre de 1909 y se estrenó el 28 de noviembre del mismo año en Nueva York por la antigua Sociedad de la Orquesta Sinfónica, bajo la batuta de Walter Damrosch y el propio compositor al piano.

## Movimientos

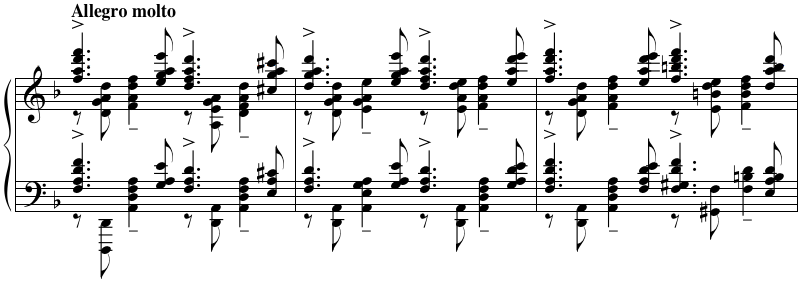
Un fragmento de la cadenza original (ossia, ‘versión alternativa’).

Siguiendo la forma estándar de un concierto, la obra consta de tres movimientos:
1. Allegro ma non tanto (re menor)
2. Intermezzo: Adagio (fa♯ menor / re♭ mayor)
3. Finale: Alla breve (re menor → re mayor)

El tercer movimiento sigue al segundo sin pausa, lo que se denomina attacca súbito. Una interpretación normal del concierto suele tener una duración de unos cuarenta minutos.

### I. Allegro ma non tanto
El primer movimiento gira alrededor de una melodía diatónica que enseguida adquiere complejidad pianística. Alcanza varios clímax feroces, especialmente en la cadenza. El primer tema en su forma completa reaparece justo después de la coda. Rajmáninov escribió dos versiones de la cadenza: la original, más corta, fácil y suave, de estilo tocata, y la segunda, anotada como ossía (versión alternativa, ‘o sea’), más larga, grandiosa y difícil . En la grabación de su concierto el compositor no tocó la cadenza ossía.
|  | Ossia |  | Original |  |

### II. Intermezzo: Adagio
El segundo movimiento es iniciado por la orquesta, con un solo de oboe y consiste en un número de variaciones alrededor de una simple melodía suntuosa, pesada y romántica seguida de otra con una combinación rígida. Se produce una transición de la melodía que cambia a la tónica mayor, que es el segundo tema. Tras el desarrollo del primer tema y la recapitulación del segundo tema, la melodía principal reaparece, antes de ser cerrado por la orquesta de manera similar a la introducción. Luego el piano toma la palabra con un corto pasaje de dos arpegios, uno descendente y otro ascendente, que dan paso al último movimiento sin pausa. Algunas ideas melódicas de este movimiento aluden al tercer movimiento del Segundo concierto para piano, como la melodía en re♭ mayor al estilo ruso.

### III. Finale: alla breve
El tercer movimiento es rápido y vigoroso y contiene variaciones de algunos de los temas usados en el primer movimiento, lo que une el concierto entero cíclicamente. Sin embargo, tras el primer y segundo tema diverge de la forma sonata regular. No presenta un desarrollo convencional; este segmento se reemplaza por una larga digresión empleando el relativo menor del primer tema de este movimiento, que es seguido a continuación por los dos temas del primer movimiento. Tras la digresión, la recapitulación del movimiento vuelve a los temas originales, aumentando la tensión y creando un clímax de estilo tocata al similar pero más ligero que la cadenza ossia del primer movimiento. El último movimiento concluye con un segundo tema, una melodía en re mayor triunfante y apasionada. La pieza acaba con las mismas cuatro notas rítmicas; según algunos expertos afirma ser la firma musical del compositor, como en el Segundo Concierto para piano.

## Orquestación
El concierto está orquestado para 2 flautas, 2 oboes, 2 clarinetes en Si bemol, 2 fagotes, 4 trompas en Fa, 2 trompetas en Si bemol, 3 trombones, Tuba, timbales, bombo, caja y cuerdas.

## Historia
Compuesto en la quietud de su hacienda familiar, Ivánovka, Rajmáninov lo completó el 23 de septiembre de 1909. El compositor se proponía utilizarlo como una pieza para exhibir su talento como intérprete. De la misma época son la Sonata para piano n.º 1, el conocido poema sinfónico La isla de los muertos y la Liturgia de san Juan Crisóstomo.
El concierto es muy respetado e incluso temido por muchos pianistas. Józef Hofmann, a quien Rajmáninov había dedicado la obra, nunca lo interpretó públicamente, argumentando que "no era para él". Y Gary Graffman se lamentaba de no haber aprendido este concierto cuando fue estudiante, cuando "todavía era lo suficientemente joven para enfrentarse al miedo".
Por las restricciones de tiempo, Rajmáninov no pudo practicar la obra mientras estaba en Rusia, y lo hizo en un piano mudo que embarcó con él en su viaje a los Estados Unidos.
El concierto fue estrenado el 28 de noviembre de 1909 por la antigua Sociedad de la Orquesta Sinfónica de Nueva York, bajo la batuta de Walter Damrosch y el propio compositor al piano. La siguiente representación la dirigió Gustav Mahler pocas semanas después, siendo "una excelente experiencia para el compositor".
El manuscrito fue publicado por primera vez en 1910 por Gutheil.

## Interpretaciones y grabaciones
La primera grabación del concierto fue realizada por Vladímir Hórowitz acompañado por la Orquesta Sinfónica de Londres dirigida por Albert Coates para la casa His Master's Voice en 1930. Esta grabación está considerada por el crítico musical inglés Norman Lebrecht como una de las 100 mejores grabaciones jamás realizadas.
Es uno de los conciertos más populares y grabados del repertorio, incluso por el propio compositor, que lo grabó entre  1939 y 1940 con la Orquesta de Filadelfia y bajo la batuta de Eugene Ormandy. Cualquier intérprete reconocido debe pasar por esta «prueba de fuego» y son muchos los que la han interpretado. Los críticos suelen destacar las versiones de 
Vladímir Hórowitz (en particular la que realizó con Sir John Barbirolli en 1941,) 
Earl Wild,
Arkadi Volodós,
Lázar Berman,
Van Cliburn y
Yevgueni Kisin.
Otros intérpretes de este concierto son el español Rafael Orozco o el estadounidense Byron Janis.
Una de las grabaciones más famosas, conocida por su rapidez, es la de Martha Argerich tocando en directo con la Orquesta Sinfónica Alemana de Berlín dirigida por Riccardo Chailly.
Otra interpretación muy valorada por la crítica es la del pianista Vladímir Ashkenazi, con Bernard Haitink dirigiendo la Orquesta Real del Concertgebouw. La del pianista surcoreano Yunchan Lim en el Concurso Internacional de piano Van Cliburn, siendo el ganador más joven del premio de la competencia con 18 años. 
La pianista rusa Olga Kern ganó el Primer Lugar en el reconocido Concurso Van Cliburn del año 2001 con una elogiada versión del concierto, que incluyó una bien lograda OSSIA-Cadenza en el primer movimiento. Fue la primera mujer después de 30 años en alcanzar este logro. 
En torno a este concierto gira la película Shine (1996), que narra la vida del pianista australiano David Helfgott.